# HD90131
HD90131 — хімічно пекулярна зоря спектрального класу A2, що має видиму зоряну величину в смузі V приблизно  9,5.
Вона  розташована на відстані близько 1148,4 світлових років від Сонця.

## Пекулярний хімічний склад
Зоряна атмосфера HD90131 має підвищений вміст 
Eu
.